# La Hierra
La Hierra es un paraje y centro rural de población con junta de gobierno de 4ª categoría del distrito Feliciano del departamento San José de Feliciano, en la provincia de Entre Ríos, República Argentina. Lleva el nombre de su estación de ferrocarril.
No fue considerada localidad en los censos de 1991 y 2001 por lo que la población fue censada como rural dispersa. La población de la jurisdicción de la junta de gobierno era de 209 habitantes en 2001.
La junta de gobierno fue creada mediante el decreto 5259/1987 MGJE del 11 de septiembre de 1987. Debido a que no posee un circuito electoral propio, se halla unida con la junta de gobierno de La Verbena, siendo sus autoridades elegidas en conjunto. 

## Estación ferroviaria
La Estación La Hierra del Ramal Diamante - Crespo - Federal - Curuzú Cuatiá del Ferrocarril General Urquiza se encuentra precedida por la Estación Los Conquistadores y le sigue Estación San Jaime.